# Cerastium gibraltaricum
Cerastium gibraltaricum är en nejlikväxtart som beskrevs av Pierre Edmond Boissier. Cerastium gibraltaricum ingår i släktet arvar, och familjen nejlikväxter. Inga underarter finns listade i Catalogue of Life.

## Bildgalleri

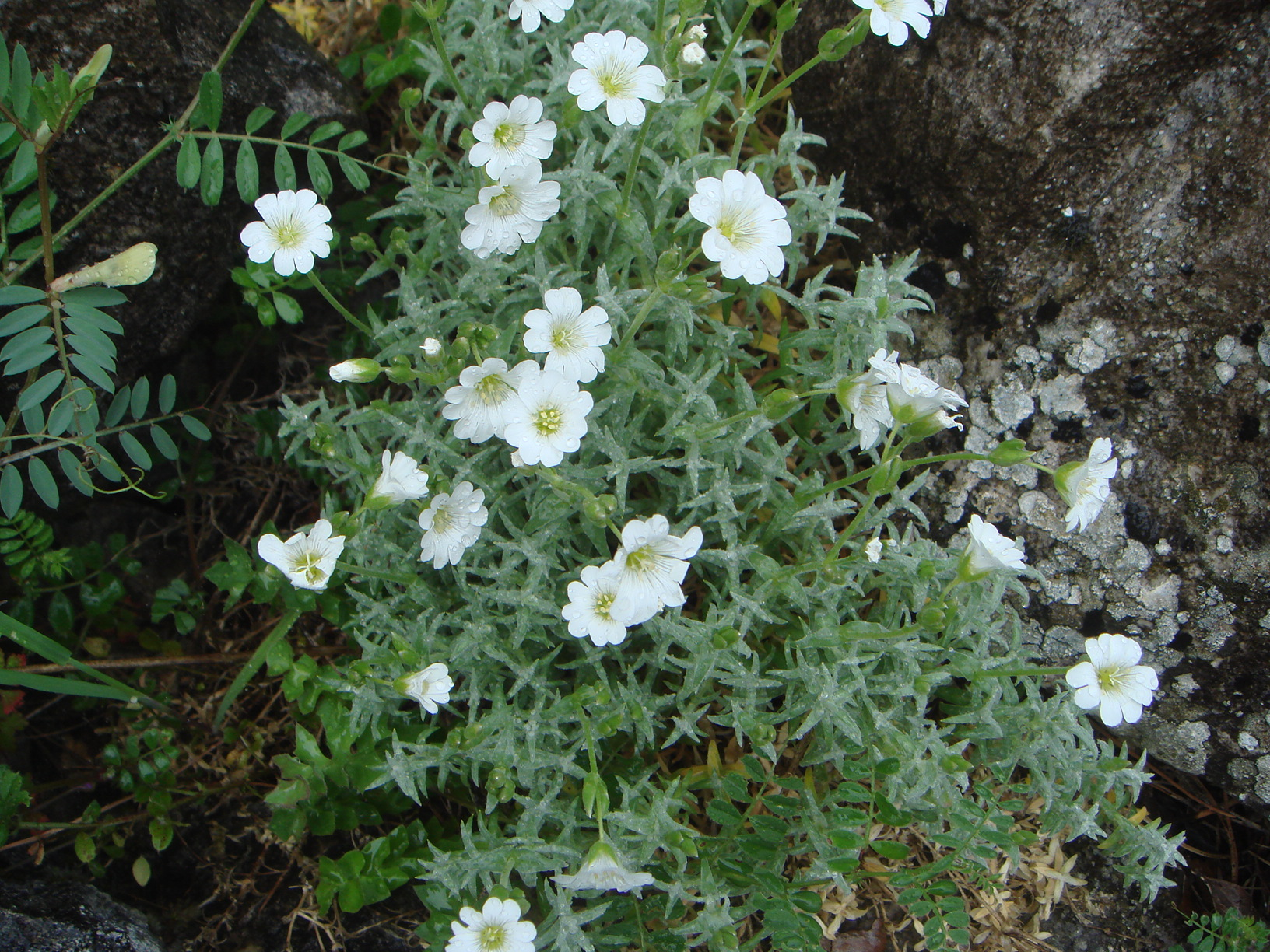
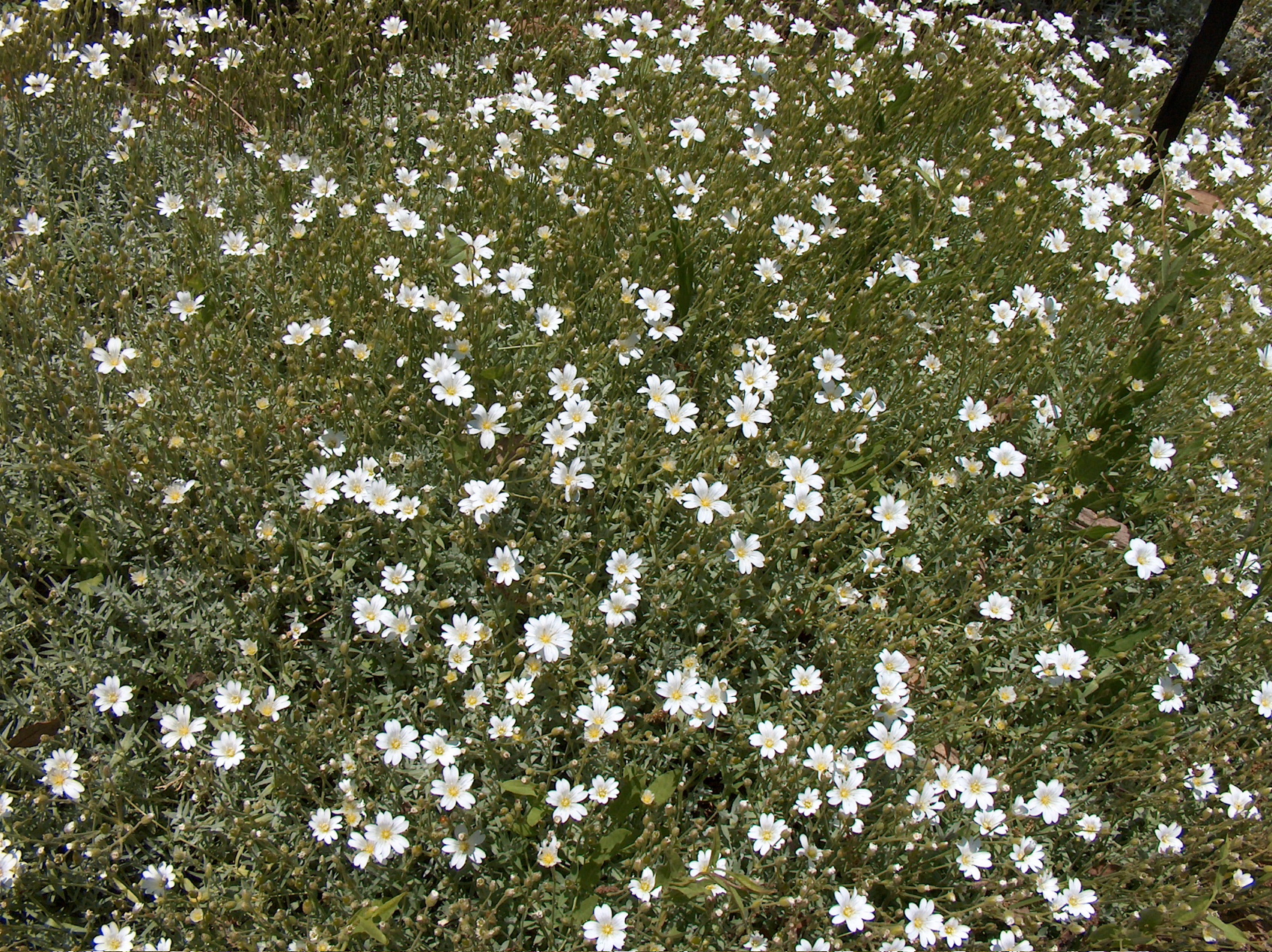
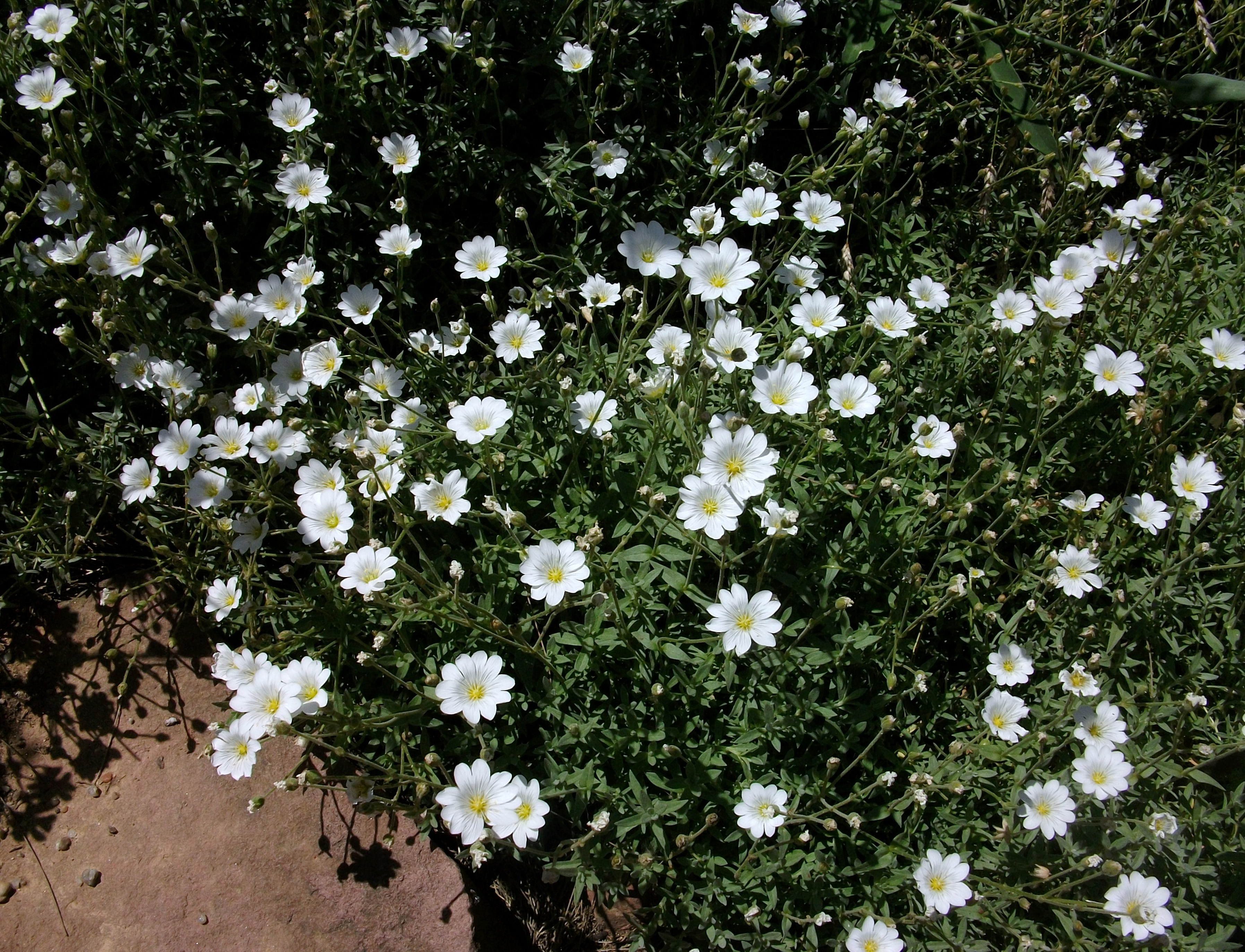
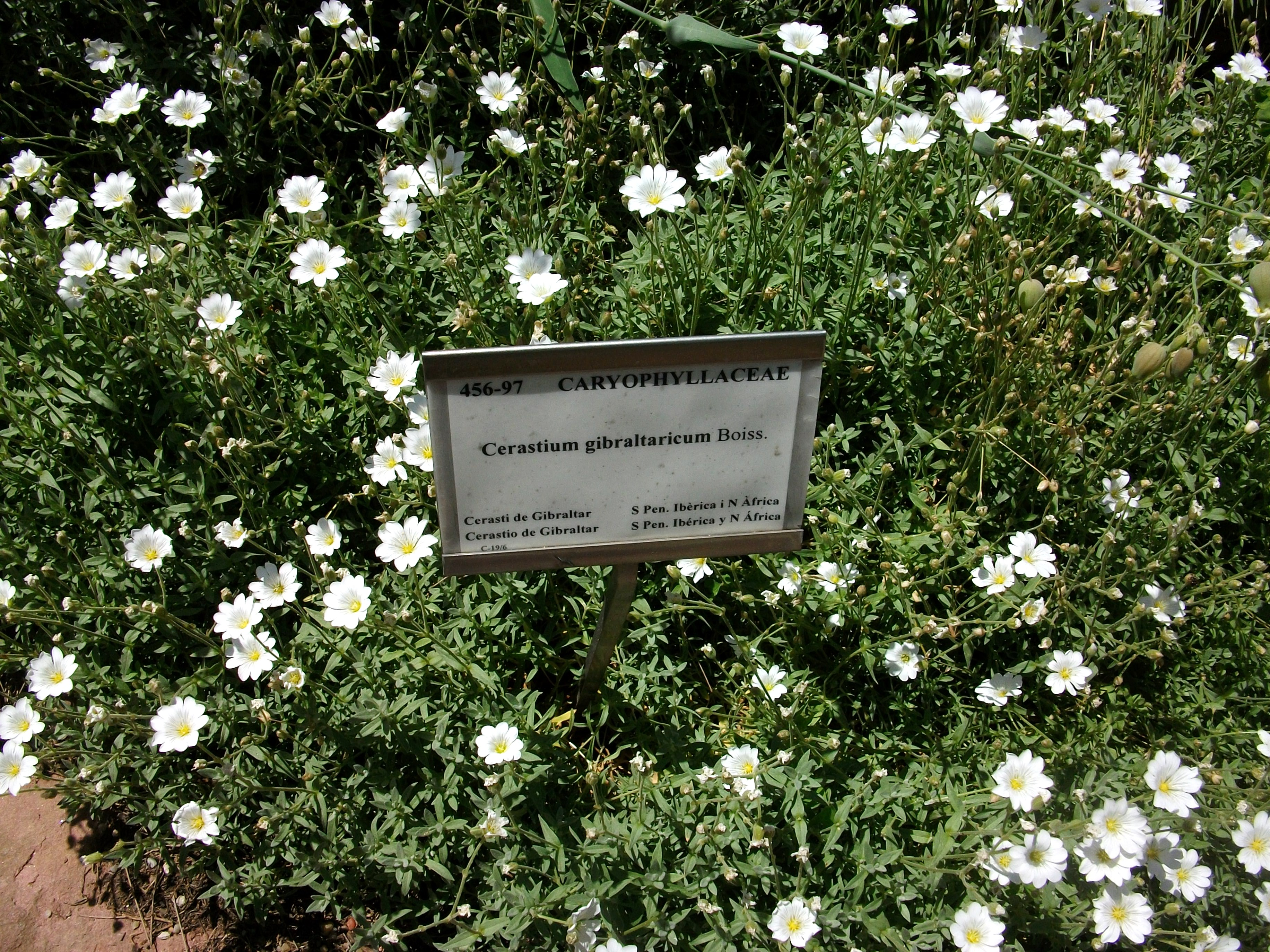